# آتشکده تخت رستم
آتشکده تخت رستم شهریار، روی کوه تخت رستم که قبل از ورود اعراب با اسم دیگری بوده‌است و به احتمال زیاد به دستور موبد مازیار فوجیانا در نزدیکی روستای قجر تخت رستم (محل یکی از ۷ خان رستم) در بخش جوقین در نزدیکی قلعه جوقین در دامنه کوه در دوره ساسانی و شاید اشکانیان (به دلیل عدم کاوش‌های باستان‌شناسی هنوز قدمت دقیقی برای آن مشخص نیست) از آن دوره از آندزیت و سنگ‌های آتشفشانی ساخته شده و در سال ۱۳۱۶ با شماره ۳۰۳ در فهرست آثار ملی جای گرفته‌است. بعد از حمله اعراب اسامی آتشکده‌های بسیار مهم به رستم و سلیمان تغییر یافت تا مورد تخریب اعراب قرار نگیرد.
برماندهای آتشکده سنگی دوره اشکانی و ساسانی دربرگیرنده تخته بزرگی است که در دامنه تپه‌ای به بلندای نزدیک به ۴۰ متر از کف جلگه با گنبد و ایوان و اتاقی تا روزگار کنونی باقی مانده بود. همچنین آثار سکویی دو طبقه بر فراز تپه دیده می‌شود که گویا مکان افروختن آتش بوده‌است.
این آتشکده دارای حداقل ۳ جایگاه برای عبادت و نگهداری آتش بوده، نخست در پایین کوه که امروزه دیگر اثری از آن نیست؛ دومین جایگاه دامنه کوه که به صورت کاملاً مرموزی ساخته شده‌است و امروزه دیگر خبری از ستون‌ها و سقف آن نیست؛ سومین جایگاه بالای قله کوه که موبد ارشد حق ورود به آن را داشته‌است به شکل ستون و سقف گنبدی و بعد از حمله اعراب تخریب شد و امروزه تخت سنگ‌های درهم ریخته از آن باقی است.
پلان و طراحی آتشکده‌های سقف گنبدی و ۴ ایوانی و ۲ ایوانی و دور ستون و رواق سازی بعد از ورود اعراب به ایران پلان مساجد و اماکن مقدس واقع شد.
سریال تلویزیونی مردان آنجلس به کارگردانی فرج الله سلحشور و فیلم سینمایی ملک سلیمان  در این مکان فیلمبرداری شده

## کوه تخت رستم
کوه مخروطی شکلی از جنس آندزیت و سنگ‌های آتشفشانی است به بلندای ۱۳۱۸ متر که بلندترین کوه در جنوب غربی شهرستان شهریار به‌شمار می‌رود و در دامنه و نوک قلهٔ این کوه، آثار معماری به صورت تختگاه وجود دارد که با بهره‌گیری از مصالحی مانند سنگ و ملات گچ سنتی ساخته شده‌است.

## ویژگی‌های آتشکده
آتشکده تخت رستم در دوران ساسانی بنیاد نهاده شد و کاربری آن برای انجام آیین آتش بود که تنها موبدان زرتشتی بدان راه داشته‌اند. این آتشکده از دو تخت‌گاه (سکو) شکل گرفته‌است که یکی از آن‌ها در قلهٔ کوه و دیگری در ارتفاع پایین‌تر جای دارد. تختگاه یکم که در فضای آزاد جای گرفته‌است جایگاهی بوده که روی آن آتش می‌افروختند و روی تختگاه دوم آیین‌های دینی انجام می‌گرفته‌است. در بخش پایین‌تر کوه، نزدیک به ۱۵ متری تختگاه پایین‌تر، سازه‌ای گنبدی‌شکل وجود دارد که می‌تواند جایگاه نگهداری آتش مقدس بوده باشد. این بنا سقفی کوتاه دارد و بلندی نوک گنبد تا کف آن ۲۳۸ سانتی‌متر است و دارای دو دهنه ورودی با طاق‌هایی به شیوه معماری ایران پس از اسلام است.
بر پایه پژوهش آنوبانینی در این آتشکده، آتش در پستوهای میانه جایگاه گرد سنگی روشن بوده‌است که در شب از دور دیده می‌شده‌است. در سال‌های گذشته نیز در دامنه خاوری کوه تخت رستم یک جایگاه باستانی در گستره نزدیک به ۱۰ هکتار شناسایی شده‌است.
این بنا به عنوان لوکیشن فیلم مردان آنجلس در سال ۱۳۷۵ مورد بهره‌برداری قرار گرفته و همچنین کوه تخت رستم نیز محل بازی همین فیلم بوده‌است.
در مجاورت این کوه نیز محل فیلمبرداری فیلم ملک سلیمان می‌باشد که درحال حاضر خرابه این لوکیشن به جا مانده‌است.

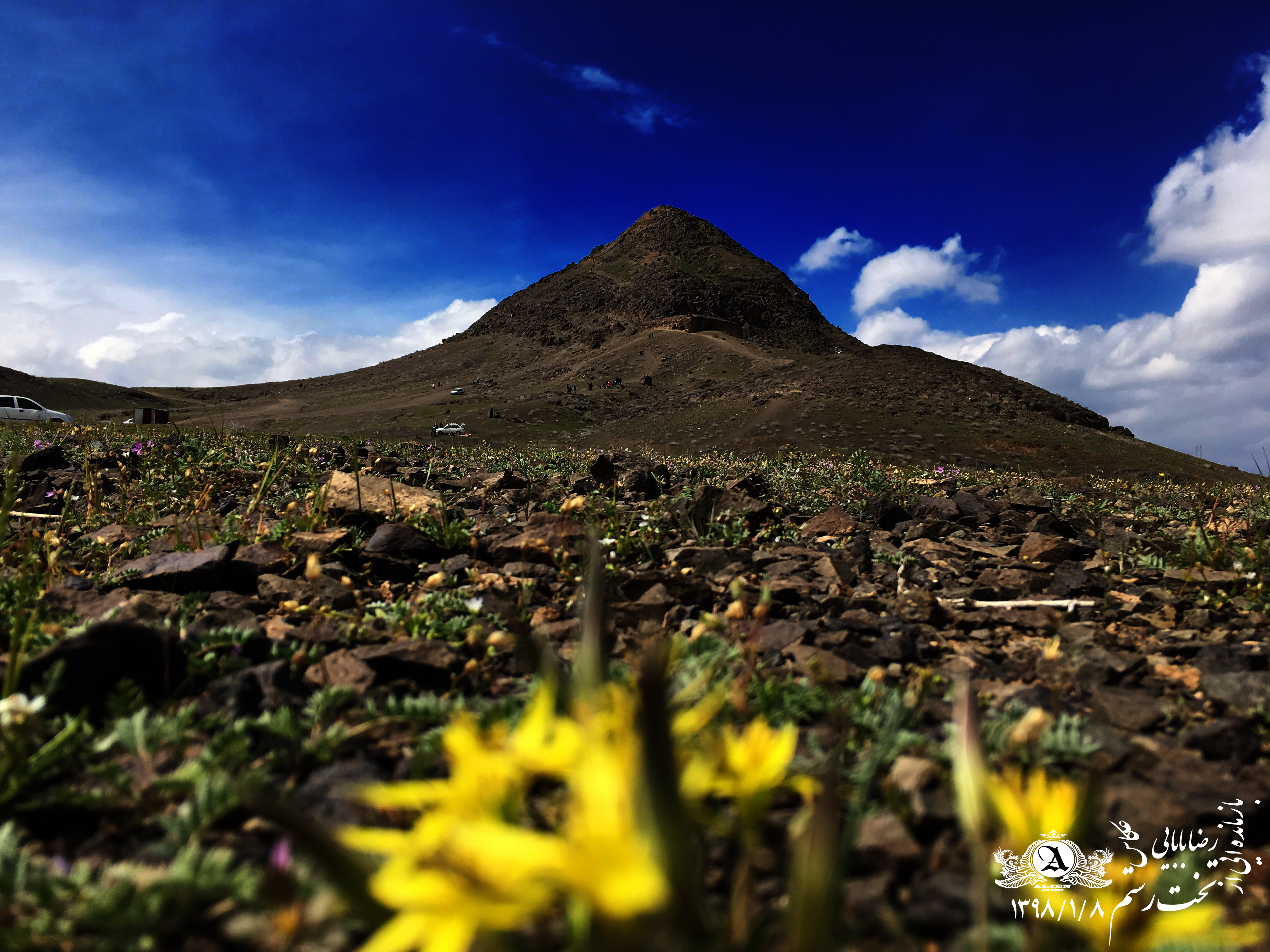
نمایی از کوه تخت رستم - شهریار

## نگارخانه

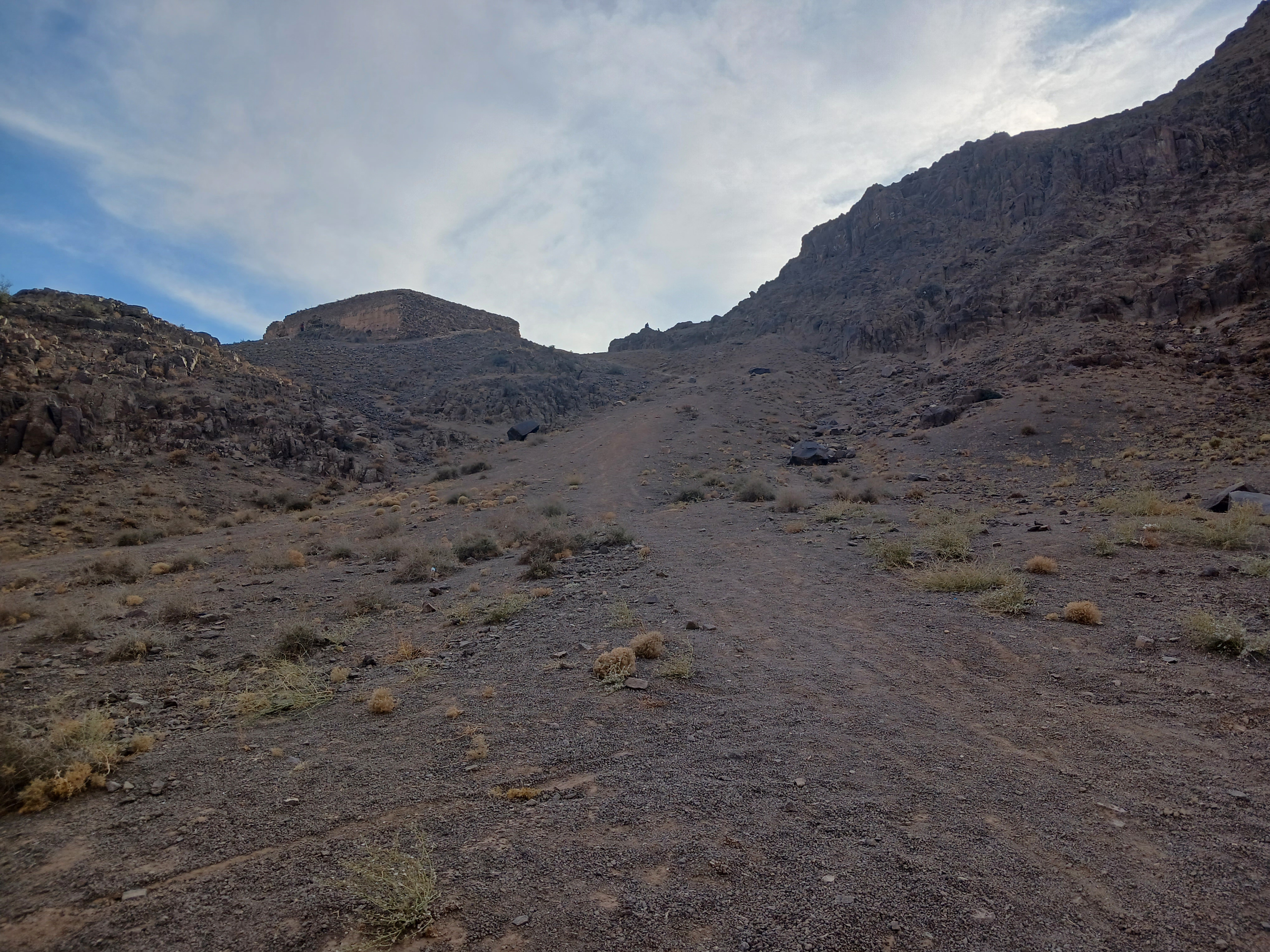
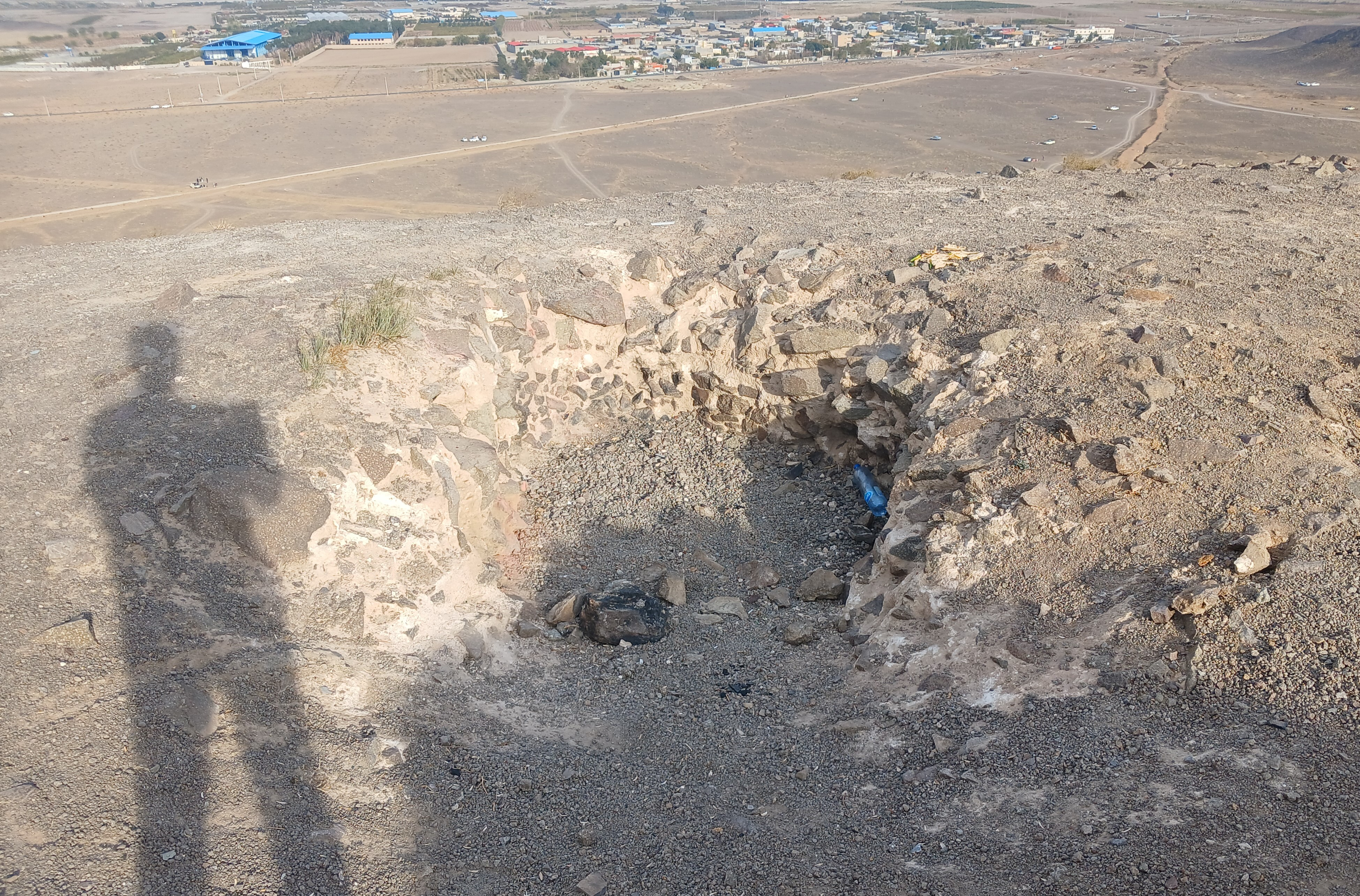
محل احتمالی قرار گیری آتشدان حاوی آتش‌های مقدس زرتشتی
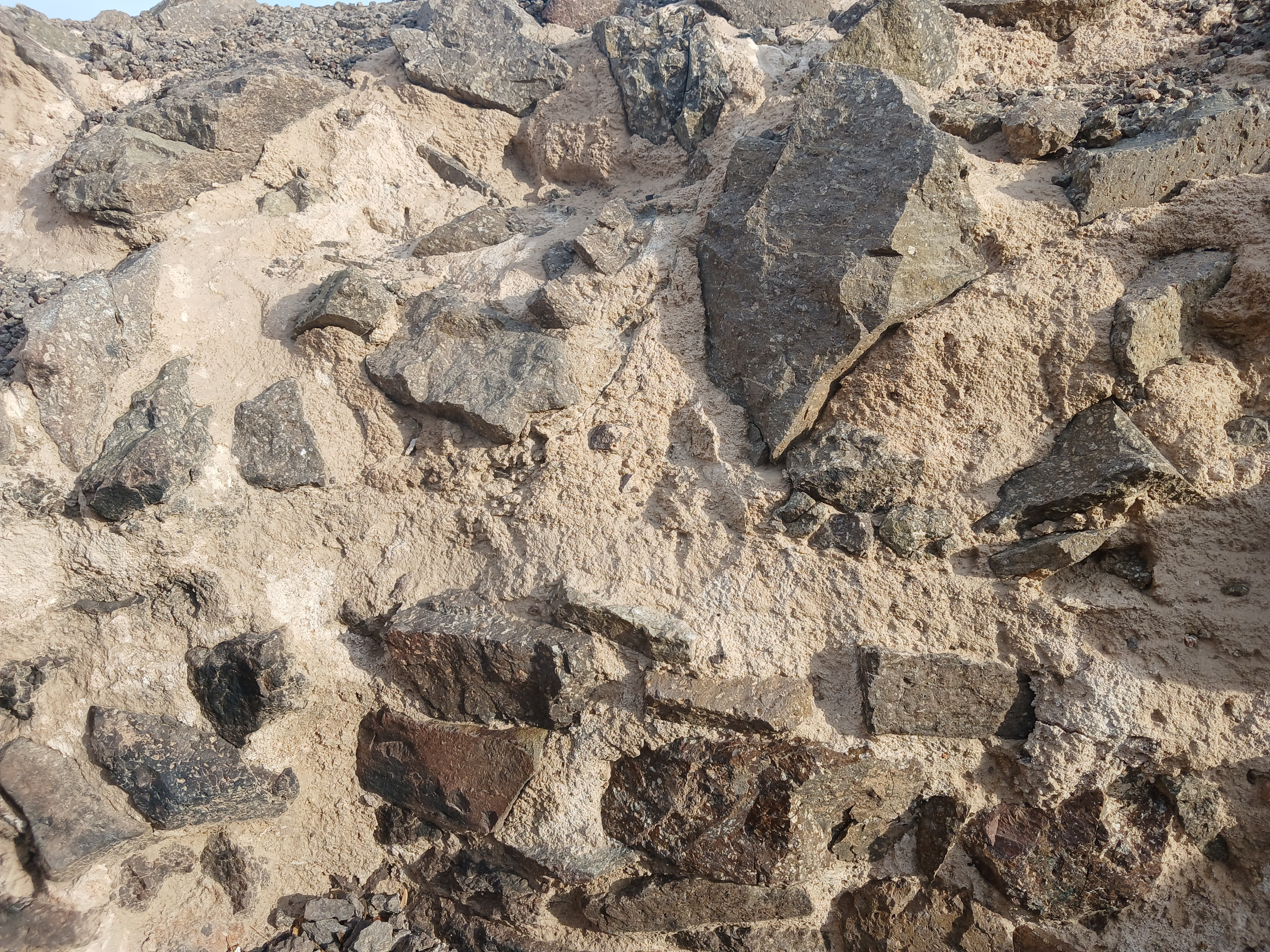
روش ساخت بنا به صورت دیوارچینی با سنگ‌های لاشه و ملات ساروج
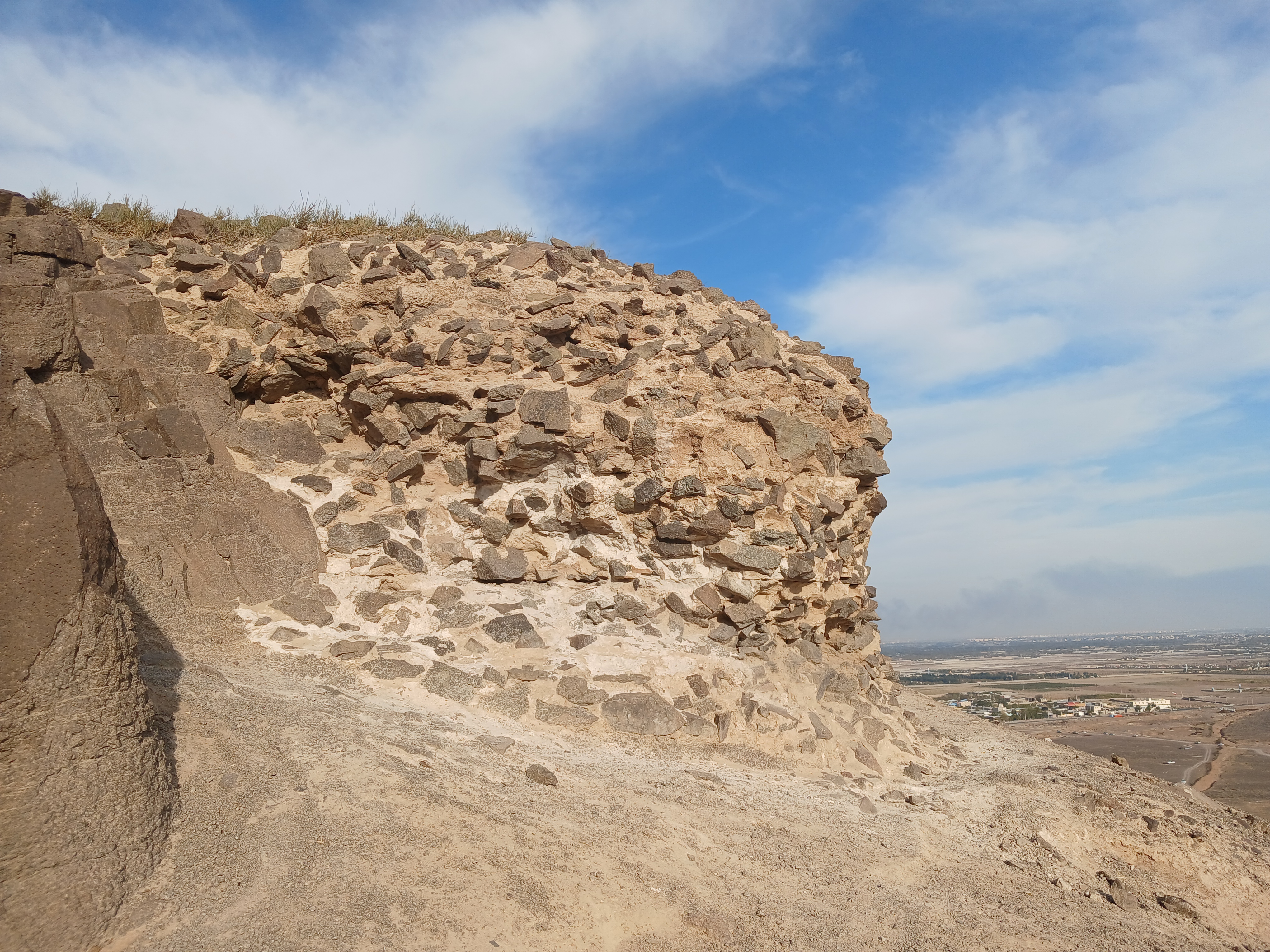
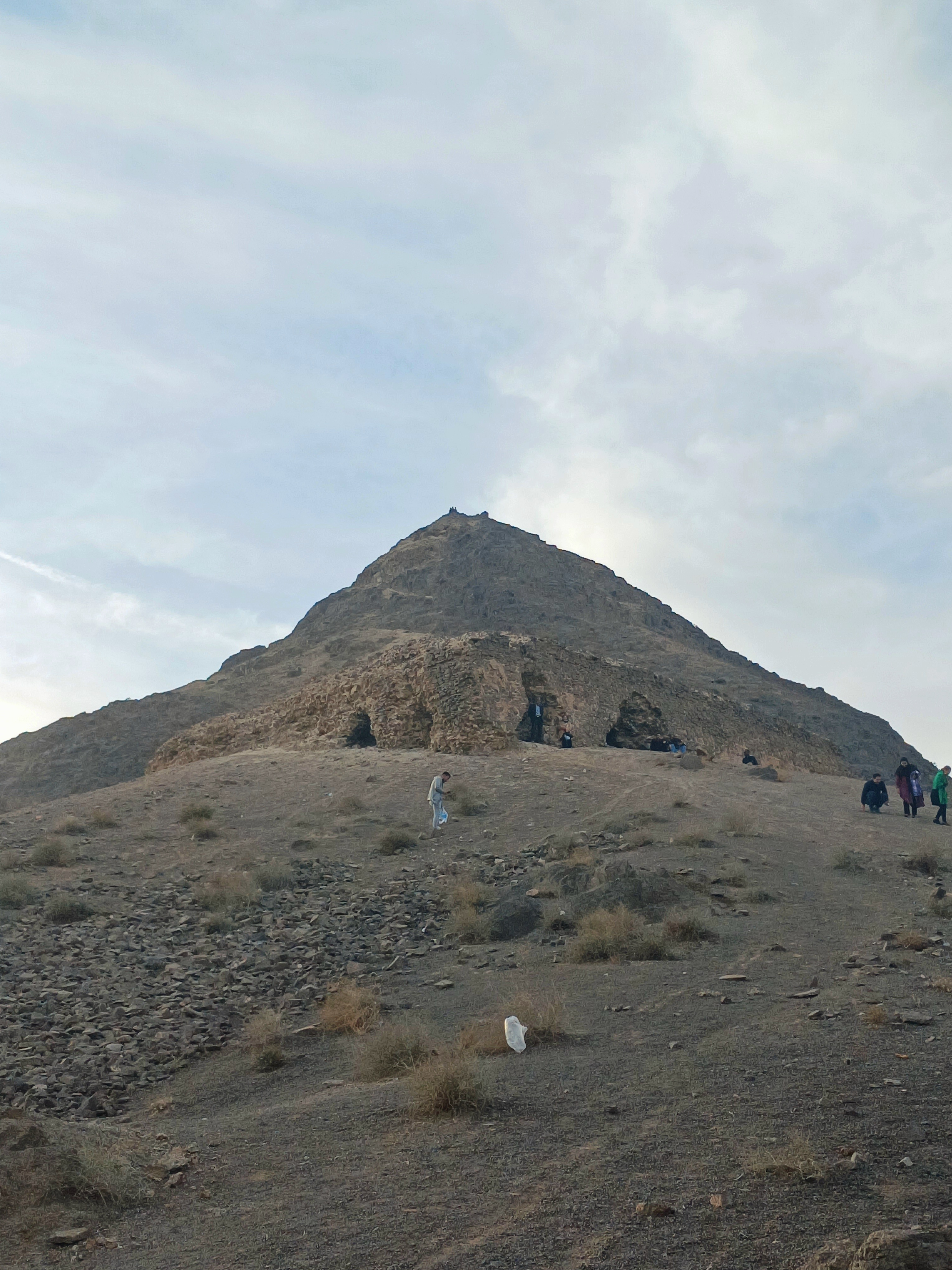